# Karin Treu
Karin Treu (* 2. November 1964 in Bremen) ist eine deutsche politische Beamtin (SPD). Von August 2023 bis Mai 2025 war sie Staatsrätin für Arbeit bei der Senatorin für Arbeit, Soziales, Jugend und Integration der Freien Hansestadt Bremen.

## Biografie
Treu absolvierte von 1984 bis 1986 eine Ausbildung zur Rechtsanwalts- und Notarfachangestellten. Von 1986 bis 1992 studierte sie an der Hochschule Bremen; sie schloss das Studium als Diplom-Betriebswirtin ab. Von 1992 bis 2004 war sie als Projektleiterin bei der Hamburg-Mannheimer Versicherungs-AG in Hamburg tätig. Von 2004 bis 2006 war sie Marketingleiterin bei der xax-Managing data & information GmbH. Von 2006 bis zu ihrer Ernennung zur Staatsrätin 2023 war sie in unterschiedlichen Funktionen für die Arbeitsförderungs-Zentrum im Lande Bremen GmbH in Bremerhaven tätig, ab 2013 als Geschäftsführerin.
Vom August 2023 bis Mai 2025 war Treu  Staatsrätin für Arbeit in der Bremer Senatsverwaltung für Arbeit, Soziales, Jugend und Integration.